# Kommunalförbundet Svensk Luftambulans
Kommunalförbundet Svensk Luftambulans har fyra regioner som medlemmar; Region Dalarna, Region Värmland, Region Norrbotten och Region Västerbotten. Kommunalförbundet bedriver ambulanshelikopterverksamhet för sina medlemmar.
I samverkan med medlemsregionerna arbetar Svensk Luftambulans med avancerad akutsjukvård utanför sjukhus och genomför intensivvårdstransporter mellan sjukhus. Helikoptern med läkare och specialistutbildad sjuksköterska kan snabbt nå sjuka och skadade patienter som kan vårdas både på hämtningsplatsen och under transport till rätt vårdnivå.

## Bakgrund
Landstinget Dalarna och Landstinget i Värmland bildade våren 2014 ett kommunalförbund för att bedriva ambulanshelikopterverksamhet. Landstinget Värmland startade upp sin operativa verksamhet i augusti 2014 och Dalarna i april 2016. Region Norrbotten och Region Västerbotten blev medlemmar i kommunalförbundet i januari 2020. I Norrbotten startade den operativa driften i juni 2021 och i Västerbotten i januari 2022.

## Operativ verksamhet inom SLA
Svensk Luftambulans (SLA) bedriver flygverksamhet med sex helikoptrar av modellen Airbus H145. Fyra helikoptrar är operativa och två är reservhelikoptrar.
- Region Värmland har sedan 2014 operativ verksamhet, med helikopterbas på Karlstads flygplats.
- Region Dalarna har sedan 2016 operativ verksamhet. Helikopterbasen ligger på Mora flygplats.
- Region Norrbotten startade operativ drift under 2021 och har en helikopterbas i Gällivare.
- Region Västerbotten startade den operativa driften i början av 2022, med helikopterbas i Lycksele.
- På Karlstad Airport finns verkstad för tungt underhåll.
- Svensk Luftambulans vidareutbildar sina piloter i en egen flygskola.
- Svensk Luftambulans bedriver forskning på läkarbemannade ambulanshelikoptrar i Sverige.